# O'Neill (film, 1912)
Pour les articles homonymes, voir O'Neill.
Pour plus de détails, voir Fiche technique et Distribution.
O'Neill est un film américain sorti en 1912, réalisé par Sidney Olcott avec Jack Clark et Gene Gauntier dans les rôles principaux.

## Fiche technique
- Titre : O'Neill
- Réalisateur : Sidney Olcott
- Scénariste : Gene Gauntier
- Directeur de la photographie : George K. Hollister
- Société de production : Kalem
- Pays :  États-Unis
- Longueur : 990 pieds
- Date de sortie : 5 avril 1912 (Paris)

## Distribution
- Jack J. Clark : O'Neill
- Gene Gauntier : Elinor
- Sidney Olcott : Un vieux paysan
- Alice Hollister : Une vieille paysanne
- J.P. McGowan :

## Anecdotes
Le film a été tourné près des lacs de Killarney, dans le comté de Kerry durant l'été 1911. Sidney Olcott a installé sa troupe d'acteurs au village de Beaufort.